# Saint-Berain-sous-Sanvignes
 Saint-Berain-sous-Sanvignes  es una comuna y población de Francia, en la región de Borgoña, departamento de Saona y Loira, en el distrito de Autun y cantón de Montcenis.
Su población en el censo de 1999 era de 980 habitantes. Forma parte de la aglomeración urbana de Montceau-les-Mines.
Está integrada en la Communauté urbaine Le Creusot-Montceau-les-Mines .

## Demografía
| 929 | 978 | 910 | 932 | 945 | 980 |
| Para los censos de 1962 a 1999 la población legal corresponde a la población sin duplicidades (Fuente: INSEE [Consultar]) |     |     |     |     |     |